# Polityka interregionalna
Podmiotem polityki interregionalnej są centralne władze państwowe. Jest ona prowadzona w imię ogólnonarodowej solidarności. Jej rola jest szczególnie istotna w krajach o dużym zróżnicowaniu poziomu ekonomicznego, co związane jest z  marginalizacją części obszaru kraju. 